# Garupá

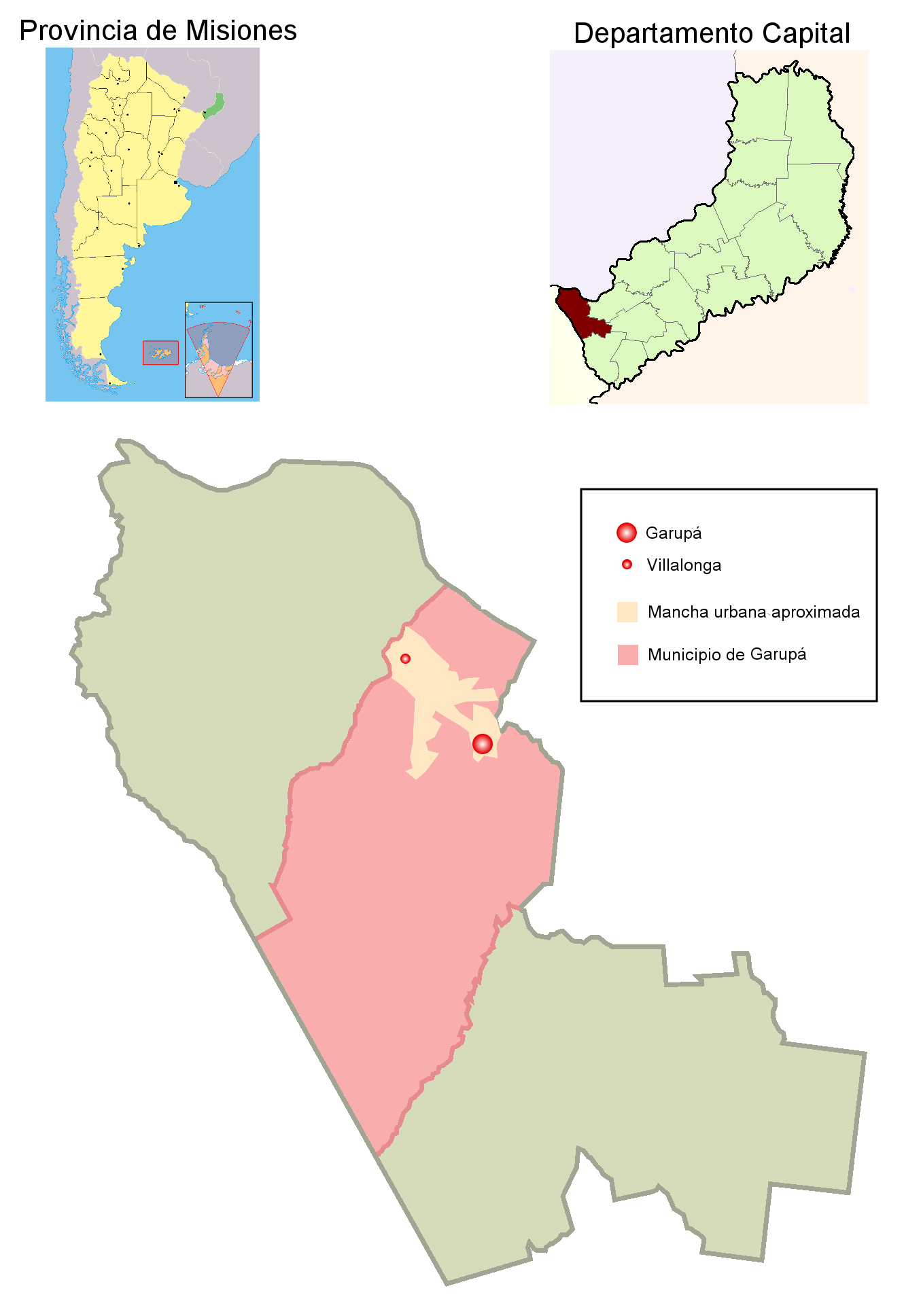
Garupá
Mapa de localização

Garupá é uma cidade argentina da província de Misiones.
O município conta com uma população de 26.980 habitantes, segundo o Censo do ano 2001 (INDEC).